# Peter Paul Rubens
Peter Paul Rubens (nederländskt uttal: [ˈrybəns]; även Pieter Paul eller Pieter Pauwel), född 28 juni 1577 i Siegen i Westfalen, död 30 maj 1640 i Antwerpen, var en flamländsk målare, tecknare, grafiker och diplomat. Han var huvudsak verksam i Antwerpen.

## Biografi
Peter Paul Rubens far Jan Rubens var en protestantisk advokat som flytt från Antwerpen på grund av religionsförföljelser. Peter Paul hade sex syskon. Efter faderns död flyttade Rubens med modern tillbaka till Antwerpen och blev katolik. Han besökte Rumoldus Verdoncks (1541–1620) skola för latin och var en tid sven åt Marguerite de Ligne (1552–1611), änka till guvernören i grevskapet Hennegau.

### Studier och resor
Rubens studerade för den nederländske manieristen Otto van Veen i Antwerpen, där han blev medlem av Lukasgillet 1598. Från 1592 hade han varit elev hos Tobias Verhaecht (även T. Verhaegt) och Adam van Noort. En resa till Italien 1600 kom att starkt påverka hans konstnärliga utveckling. Där studerade han Tizian, Paolo Veronese och senare de tre kusinerna Agostino Carracci, Annibale Carracci och Ludovico Carracci samt Caravaggio i Rom. 1603 reste Rubens på sitt första uppdrag som diplomat till det spanska hovet, utsänd av hertigen Vincenzo I Gonzaga av Mantua. Denne var hans beskyddare och hos honom var Rubens en tid anställd som hovmålare. I Spanien fick han ytterligare lära känna Tizians och Rafaels måleri. Flera verk av dessa konstnärer fanns i Filip II av Spaniens samling. Åter i Mantua målade han en triptyk för stadens Jesuitkyrka föreställande Treenighetsläran.
Rubens återvände 1605 till Rom där han studerade den grekiska och romerska antikens konst. Han lärde känna tyske målaren Adam Elsheimer, som undervisade honom i etsningsteknik. Inspirerad av bland annat Michelangelos formspråk utförde Rubens 1607 högaltarmålningen Madonnan och barnet för oratorianernas moderkyrka Santa Maria in Vallicella i Rom. Han besökte även hertigen av Genua där han skapade ett porträtt av Marchesa Spinola.

### Tillbaka till Antwerpen
Rubens återvände 1608 till Antwerpen sedan modern insjuknat. Hon avled kort efter hans ankomst. Ärkehertig Albrekt VII av Österrike som var regent i Spanska Nederländerna lovade Rubens att anställa honom som hovmålare. Följande år gifte sig Rubens med Isabella Brant, dotter till Jan Brant, en av stadens ledande humanister. Det berömda bröllopsporträttet Rubens och Isabella Brant i kaprifolbersån härrör från denna period. Rubens bosatte sig i ett praktfullt palats (idag kallat Rubenshuis) där hans målningar visades och såldes till Europas aristokrati och furstehus. En av hans viktigaste gynnare var borgmästaren av Antwerpen, Nicolaas Rockox(en). 1611 föddes Rubens första dotter Clara.
Många konstnärer som ville lära sig måla som Rubens flockades i hans ateljé, där många kopior och variationer på ett tema utfördes. De mest betydande målningarna från denna period är de religiösa och mytologiska kompositionerna och jaktscenerna, däribland Yttersta domen, Amasonslaget och Lejonjakten. Arbetsbördan ökade, och Rubens anställde Anthonis van Dyck som sin medhjälpare. 1621 arbetade han för Karl I av England och kallades året därpå av Maria av Medici till Paris för att planera utsmyckningen av Palais du Luxembourg som började uppföras 1615. Uppdraget tog tre år att utföra och omfattade 22 stora dukar och ett antal porträtt, däribland Drottningens landstigning i Marseille den 3 november 1600. Rubens skapade huvudsakligen skisser och de egentliga målningarna utfördes av hans elever.

### Senare år
Från 1623 utförde Rubens diplomatiska uppdrag åt Isabella Clara Eugenia av Spanien, medregent och gift med den nämnda ärkehertig Albrekt. Diplomatin förde honom 1625 åter till Spanien, där han lärde känna Diego Velázquez, och till England. Han adlades av Karl I, som beställde en utsmyckning av Palace of Whitehall. Året därpå avled hustrun Isabella, 35 år gammal. Tillsammans hade de fått tre barn. Fyra år senare gifte sig den då 53-årige Rubens med den 16-åriga Hélène Fourment, som stod modell för många av hans senare verk. Rubens förvärvade 1635 lantgodset Het Steen(en) strax söder om Antwerpen där han allt mer drog sig tillbaka från hovliv och arbete. Trots sjukdom målade han där ett antal utsökta landskap och framställningar av lantligt liv, till exempel Höstlandskap med utsikt över Het Steen en tidig morgon.
Rubens, som länge hade lidit av gikt, dog vid 63 års ålder. Målaren Johann Bockhorst från Münster i Westfalen fick uppdraget att färdigställa Rubens sista verk. Rubens grav i S:t Jakobs kyrka är markerad med en av hans målningar föreställande Madonnan med barnet samt några helgon.

## Stil och inflytande
Rubens konstnärliga produktion uppvisar en kontinuerlig utveckling och kan grovt indelas i tre perioder. Den första täcker utbildningstiden, vistelsen i Italien och tidiga, eklektiska arbeten i Antwerpen. Färgen är tjockt pålagd, och målningarna uppvisar stora kontraster med kantigt uppbyggda gestalter. Inflytandet från renässansmålare som Tintoretto, Paolo Veronese och Tizian är mycket påtagligt.
En gradvis förändring ägde rum från omkring 1612. Även om färgen fortfarande var ogenomskinlig blev den ljusare och klärobskyreffekterna mindre framträdande. Rubens målade snabbt och lätt, vilket gav upphov till en frodig stil anpassad till ateljérutinerna och en massproduktion av målningar. Under den sista fasen från cirka 1625 uppnådde han en fullständig behärskning av uttrycksmedlen med sin livfulla, fria och uttrycksfulla penselskrift, den lysande, genomskinliga färgen och en livsbejakande, sensuell känsla för det taktila – människokroppens hull och olika stoffers ytstruktur – som anses ha förblivit oöverträffad. Det var denna aspekt av Rubens verk som den samtida smaken och konstkritiken hade svårast att acceptera, men som i själva verket var hans största bedrift.
Rubens inflytande över flamländskt, franskt och engelskt måleri har varit enormt. Både Antoine Watteau och Eugène Delacroix drog stora lärdomar av det subtila förhållandet mellan färgerna i Rubens målningar. De engelska porträttmålarna under 1700-talet, Joshua Reynolds, Thomas Gainsborough och senare landskapsmålarna James Ward och John Constable har fått sitt fria sätt att behandla färgen från honom.
Rubens hade ett stort antal elever däribland Anthonis van Dyck, Abraham van Diepenbeeck, Erasmus Quellinus II och Justus van Egmont. Han är begraven i S:t Jakobs kyrka i Antwerpen. Rubens och hans ateljé var enormt framgångsrika och produktiva och hans verk är idag utställda på flera av världens främsta konstmuseer, till exempel Pradomuseet, Alte Pinakothek, Louvren och National Gallery. I hemstaden Antwerpen är han representerad i Vårfrukatedralen, Rubenshuis och Kungliga museet för sköna konster. I Norden är Rubens är representerad vid Göteborgs konstmuseum, Nationalmuseum i Stockholm, Nasjonalmuseet i Oslo och Statens Museum for Kunst.

## Eftermäle
Nedslagskratern Rubens på planeten Merkurius och asteroiden 10151 Rubens är uppkallade efter honom.

## Urval av verk av Rubens
Se även lista över ett urval verk av Rubens.

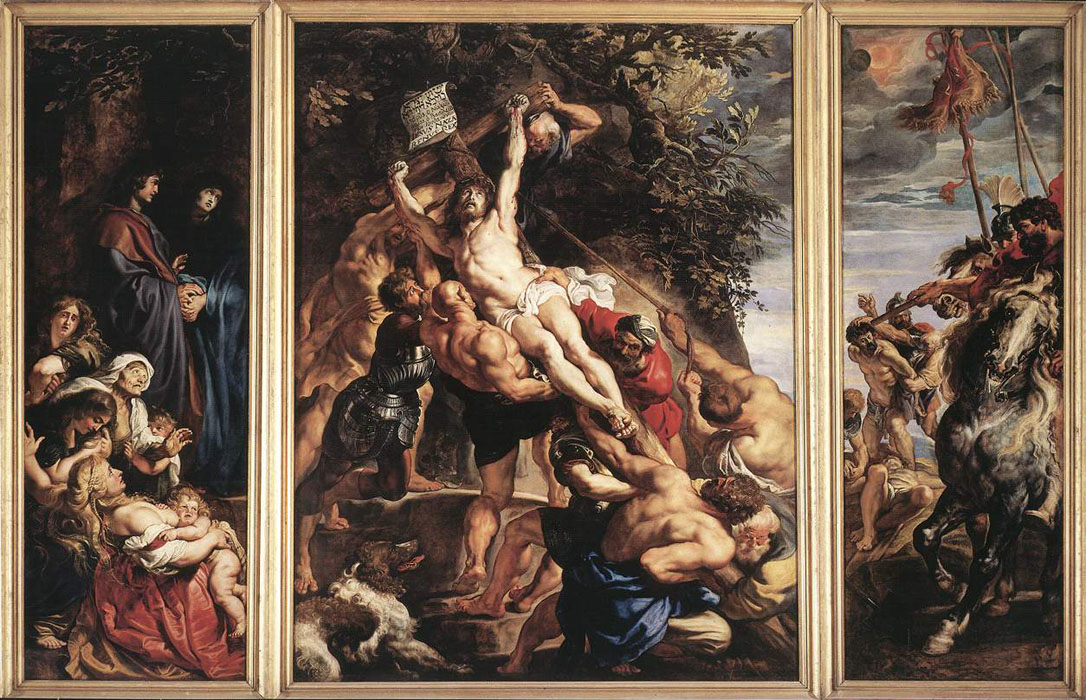
Korsresningen (1610–1611), Vårfrukatedralen i Antwerpen.
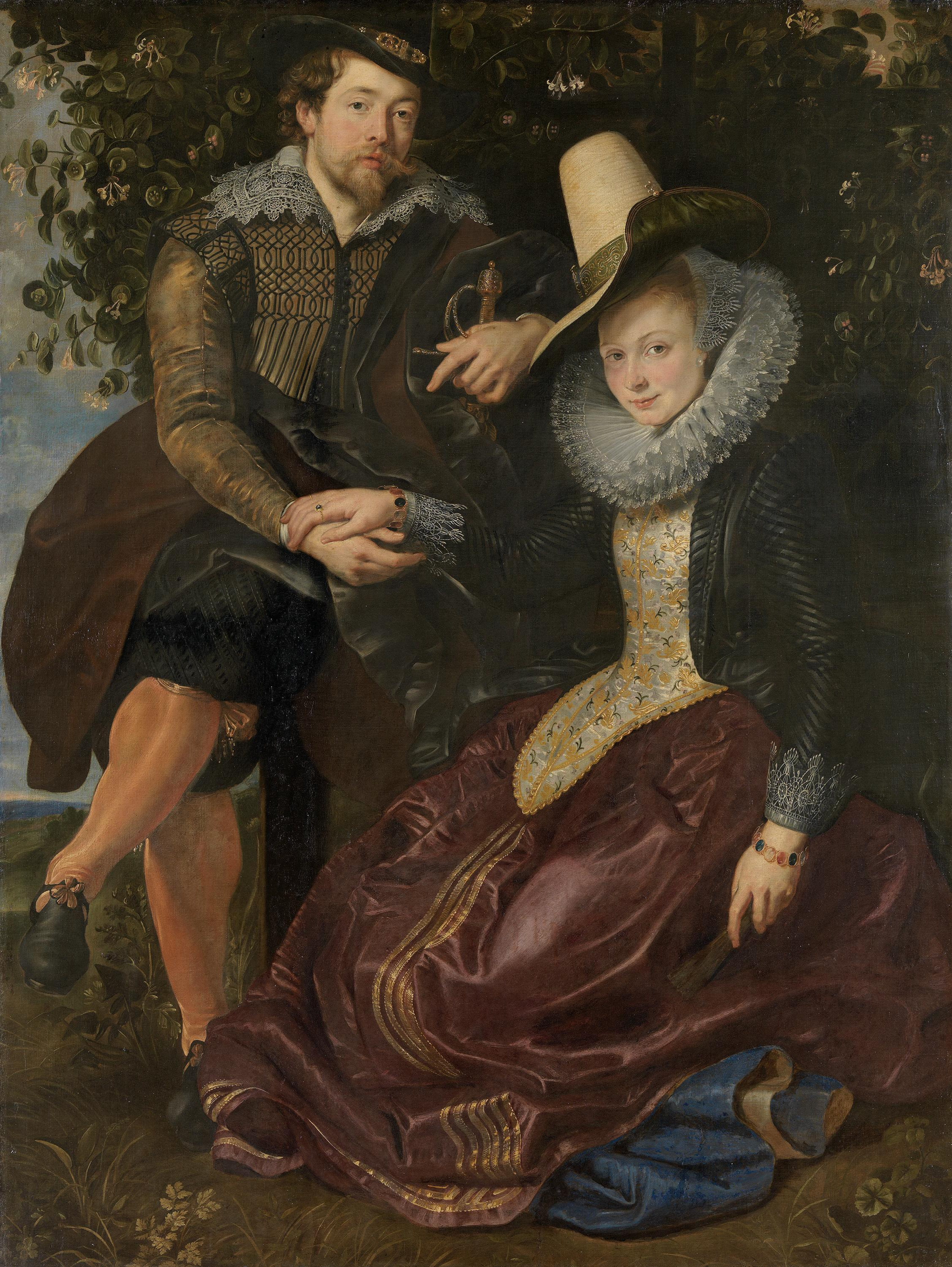
Rubens och Isabella Brant i kaprifolbersån (1610–1611), Alte Pinakothek.
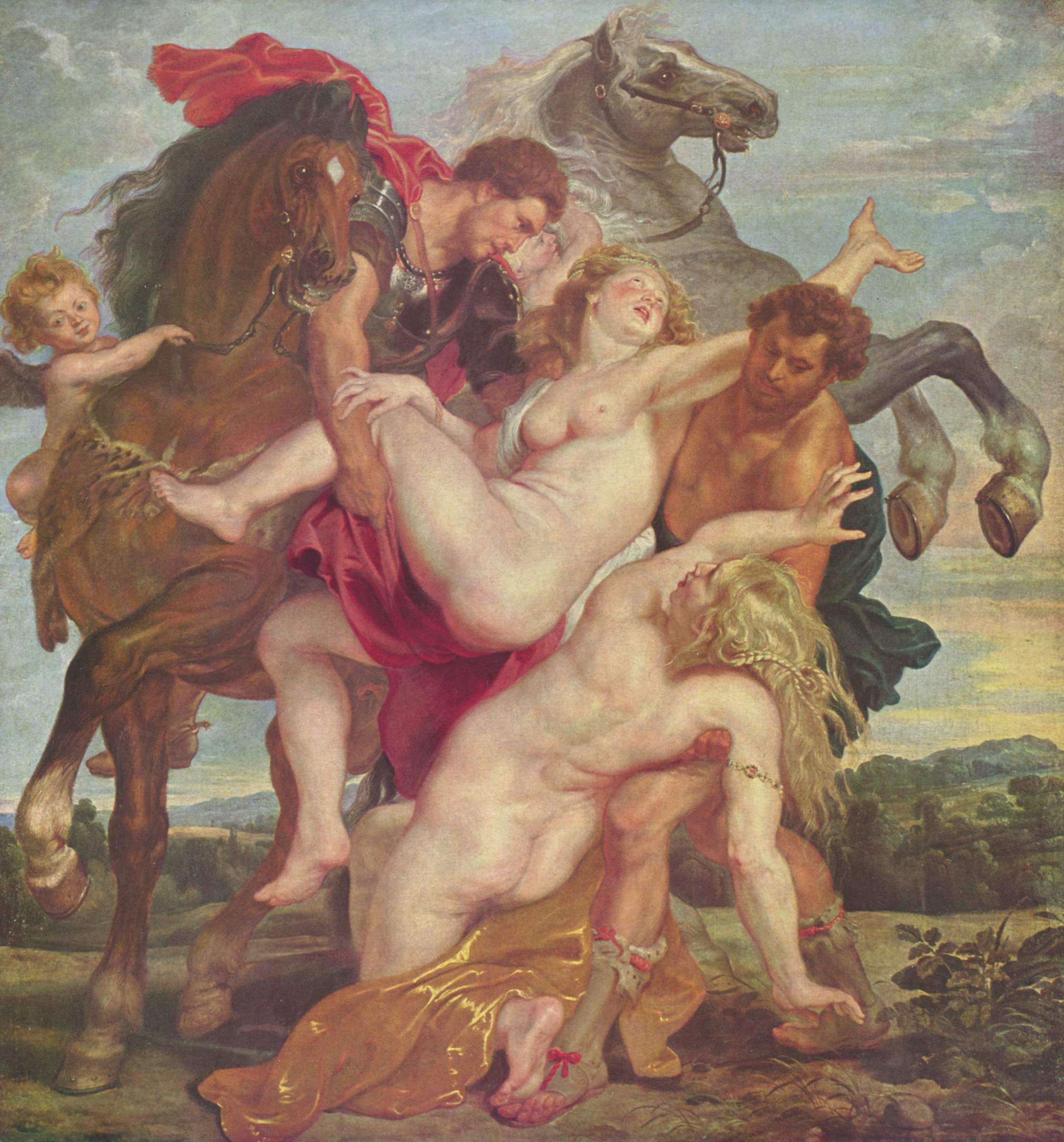
Bortrövandet av Leukippos döttrar (1618–1620), Alte Pinakothek.
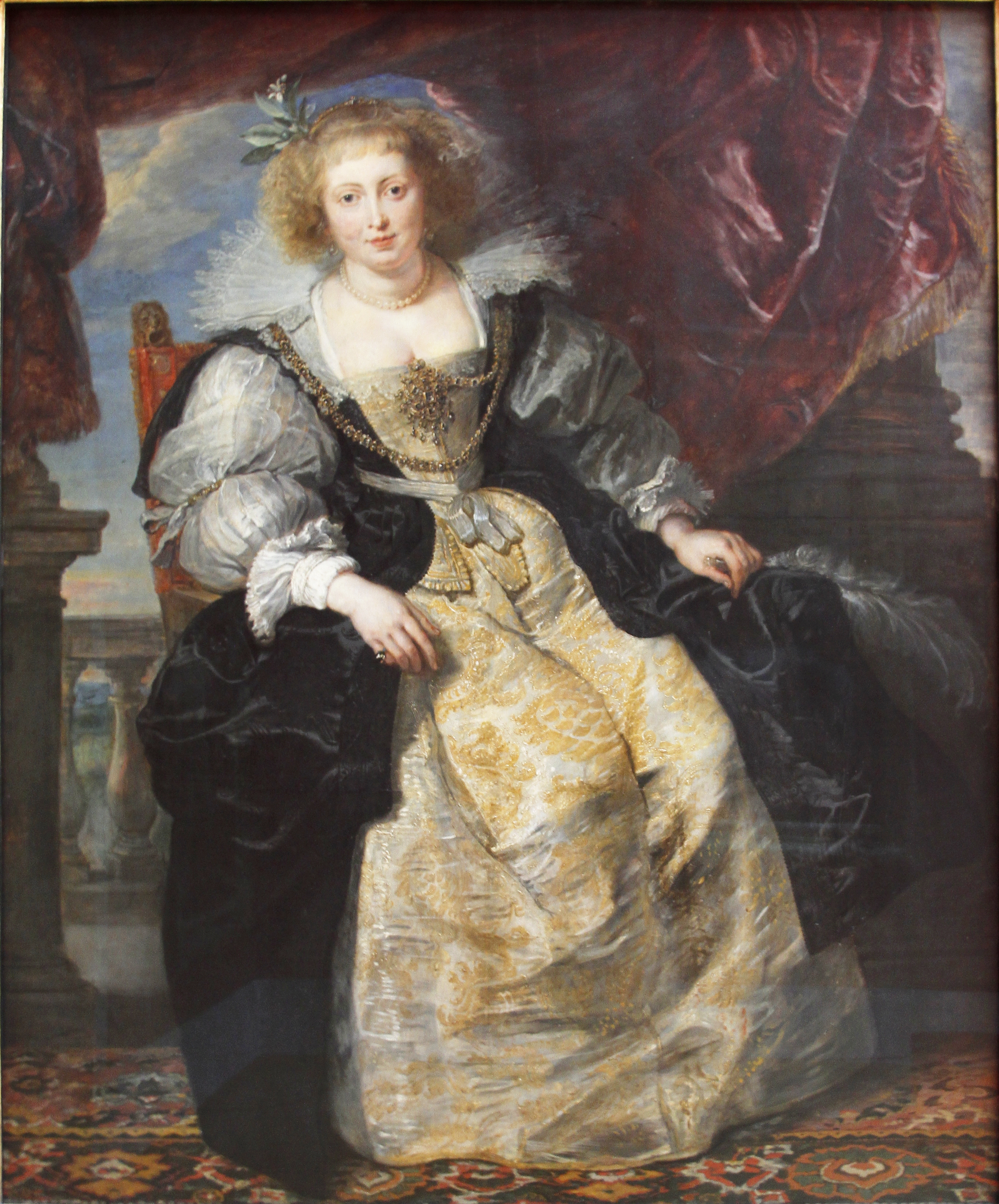
Hélène Fourment i brudklänning (cirka 1630-1631). Alte Pinakothek, München.
De tre gracerna (cirka 1630–1635), Pradomuseet.